# Spiculopteragia alcis
Spiculopteragia alcis är en rundmaskart. Spiculopteragia alcis ingår i släktet Spiculopteragia, och familjen Trichostrongylidae. Arten är reproducerande i Sverige.